# Rivière Kabika Est
Pour les articles homonymes, voir Kabika.
La rivière Kabika Est (en anglais : East Kabika River) est un cours d'eau de l'Ontario coulant dans le district de Cochrane, dans le Nord-Est de l'Ontario, au Canada. Elle est un affluent de la rivière Kabika.

## Toponymie
Les toponymes suivants sont de même origine et sont dans le même secteur du district de Cochrane: rivière Kabika, rivière Kakiba Est. Le terme « Kabika » est un prénom africain.